# Митропольський Юрій Олексійович
Ю́рій Олексі́йович Митропо́льський (21 грудня 1916 (3 січня 1917), Шишаки — 14 червня 2008, Київ) — український математик і механік, академік АН СРСР (1984) і НАН України (1961), іноземний академік-кореспондент Академії наук у Болоньї (Італія, 1971), Герой України, Герой Соціалістичної Праці, Заслужений діяч науки УРСР, доктор технічних наук, дійсний член Наукового товариства ім. Т. Г. Шевченка у Львові.

## Біографія
Народився 21 грудня 1916 (3 січня 1917) року у селі Шишаках (нині селище міського типу, районний центр Полтавської області). У 1938 р. вступив до Київського державного університету ім. Т. Г. Шевченка. Закінчив у 1942 році Казахський університет.
Від 1943 року і до Перемоги воював на фронті; був командиром загону артилерійської розвідки, ад'ютантом командира 137-ї армійської гарматної артилерійської бригади. Член КПРС (від 1945).
Після демобілізації він працює науковим співробітником Інституту будівельної механіки АН УРСР (тепер Інститут механіки імені С. П. Тимошенка НАН України) під керівництвом академіка Миколи Миколайовича Боголюбова. Від 1950 — в Інституті математики АН УРСР: завідувач відділу (від 1953), директор (1958—1988), почесний директор (від 1988). Понад 30 років Ю. О. Митропольський був академіком-секретарем Відділення математики НАН України.

Могила Юрія Митропольського

Помер у Києві 14 червня 2008 року. Похований на Байковому кладовищі (ділянка № 49а, 50°25′0.80″ пн. ш. 30°30′6.30″ сх. д. / 50.4168889° пн. ш. 30.5017500° сх. д.).

### Родина
Був одружений. Виховали доньку та сина — геолога, доктора геолого-мінералогічних наук Олексія Митропольського (1942—2021).

## Наукова і педагогічна діяльність
За 60-річну наукову діяльність Юрій Олексійович отримав фундаментальні результати в галузі асимптотичних методів нелінійної механіки, якісних методів теорії диференціальних рівнянь, у дослідженні динаміки коливних процесів у нелінійних системах. Він створив алгоритм побудови асимптотичного розкладання нелінійних диференціальних рівнянь, що описують нестаціонарні коливальні процеси, розробив метод вивчення одночастотних процесів у коливальних системах з багатьма степенями свободи. Учений досліджував системи нелінійних диференціальних рівнянь, що описують коливальні процеси у гіроскопічних та сильно нелінійних системах, розвинув теорію інтегральних многовидів і метод усереднення. Ю. О. Митропольський створив науковий колектив, який примножує традиції школи нелінійної механіки академіків М. М. Крилова та М. М. Боголюбова.
Наукову роботу вчений успішно поєднував з педагогічною. Майже 40 років Юрій Олексійович читав лекції на механіко-математичному факультеті рідного університету. Він є автором понад 750 наукових праць. Серед його учнів — 25 докторів і 100 кандидатів фізико-математичних наук.

## Нагороди
- Звання Герой України з врученням ордена Держави (18 січня 2007) — за винятковий особистий внесок у зміцнення наукового потенціалу України, визначні здобутки в розвитку та організації фундаментальних досліджень в галузі математики, багаторічну плідну наукову діяльність[7]
- Герой Соціалістичної Праці (1986)
- Орден князя Ярослава Мудрого IV ст. (2 січня 2002) — за визначні особисті заслуги в розвитку вітчизняної науки, створення національних наукових шкіл, зміцнення науково-технічного потенціалу України[8]
- Орден князя Ярослава Мудрого V ст. (22 серпня 1996) — за видатні заслуги перед Українською державою у розвитку математичної науки, багаторічну плідну наукову діяльність[9]
- Орден Жовтневої Революції, орден Трудового Червоного Прапора
- За бойові заслуги Юрія Олексійовича нагороджено двома орденами Червоної Зірки, орденом Вітчизняної війни ІІ ступеня, численними медалями.
- Заслужений діяч науки УРСР (1967)
- Державна премія України в галузі науки й техніки 1996 року — за цикл праць «Нові математичні методи в нелінійному аналізі» (разом із Анатолієм Самойленком, Юрієм Теплінським та іншими)[10].
- Золота медаль імені В. І. Вернадського Національної академії наук України за 2006 рік.
- «Почесний Соросівський професор» (1995).
- Почесний доктор Київського національного університету ім. Тараса Шевченка
- Премія НАН України імені М. М. Крилова (1969).
- Премія НАН України імені М. М. Боголюбова (1993).
- Премія НАН України імені М. О. Лаврентьєва (1999).
- Золота медаль імені А. М. Ляпунова (1986).
- Срібна медаль «За заслуги перед наукою і людством» Академії наук ЧССР (1977).
- Ворошиловський стрілець 2-го ступеню

За співробітництво з КБ «Південне» Федерація космонавтики СРСР у 1981 р. нагородила Ю. О. Митропольського медаллю ім. академіка М.Янгеля.
3 січня 2017 року на державному рівні в Україні відзначався ювілей — 100 років з дня народження Юрія Митропольського (1917—2008), математика.